# Jasper Blackall
Jasper Roy Blackall (Londres, 20 de julho de 1920 — entre 2018 e 2020) foi um velejador britânico, medalhista olímpico. Ele competiu nos Jogos Olímpicos de Verão de 1956 na classe 12 m² Sharpie e conquistou a medalha de bronze a bordo do Chuckles, ao lado de Terence Smith.
Ele formou uma empresa de design gráfico com Peter Cook e Rod Dew (Blackall, Cook and Dew) em 1961. Blackall era um ilustrador e designer que atendia à indústria publicitária em Londres.